# Ведмежівський заказник
Ведме́жівський зака́зник — загальнозоологічний заказник місцевого значення в Україні. Розташований у межах Роменського району Сумської області, на західній околиці села Ведмеже.

## Опис
Площа 71,2 га. Оголошено територією ПЗФ 15.10.2010 року з метою збереження в природному стані болотного масиву в заплаві річки Ромен. 
Є осередком збереження мисливських видів тварин, та рідкісних, занесених до Червоної книги України (горностай, видра, журавель сірий, лелека чорний, п'явка медична), Європейського Червоного списку (деркач, сліпак), обласного Червоного списку (черепаха болотна, бобер, бугайчик, крячок білокрилий, сіра, біла велика і руда чаплі, веретенник великий, лебідь-шипун та ін.).